# Josia
Josia là một chi bướm đêm thuộc họ Notodontidae. Chi này bao gồm các loài sau:

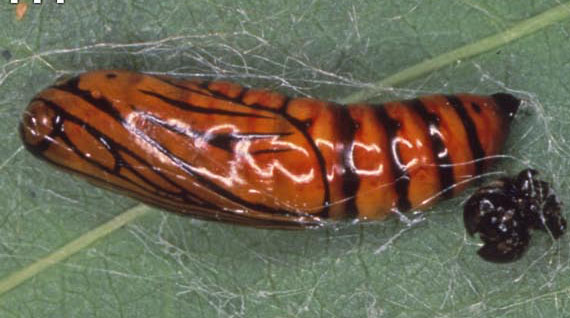
Nhộng of a Josia species in Ecuador

- Josia auriflua Walker, 1864
- Josia aurifusa Walker, 1854
- Josia frigida Druce, 1885
- Josia fusigera Walker, 1864
- Josia fustula Warren, 1901
- Josia gigantea (Druce, 1885)
- Josia infausta Hering, 1925
- Josia insincera Prout, 1918
- Josia integra Walker, 1854
- Josia interrupta Warren, 1901
- Josia ligata Walker, 1864
- Josia ligula (Hübner, 1806)
- Josia megaera (Fabricius, 1787)
- Josia mononeura (Hübner, 1806)
- Josia neblina Miller, 2009
- Josia oribia Druce, 1885
- Josia radians Warren, 1905
- Josia similis Hering, 1925
- Josia subcuneifera Dognin, 1902
- Josia turgida Warren, 1905